# 风油精

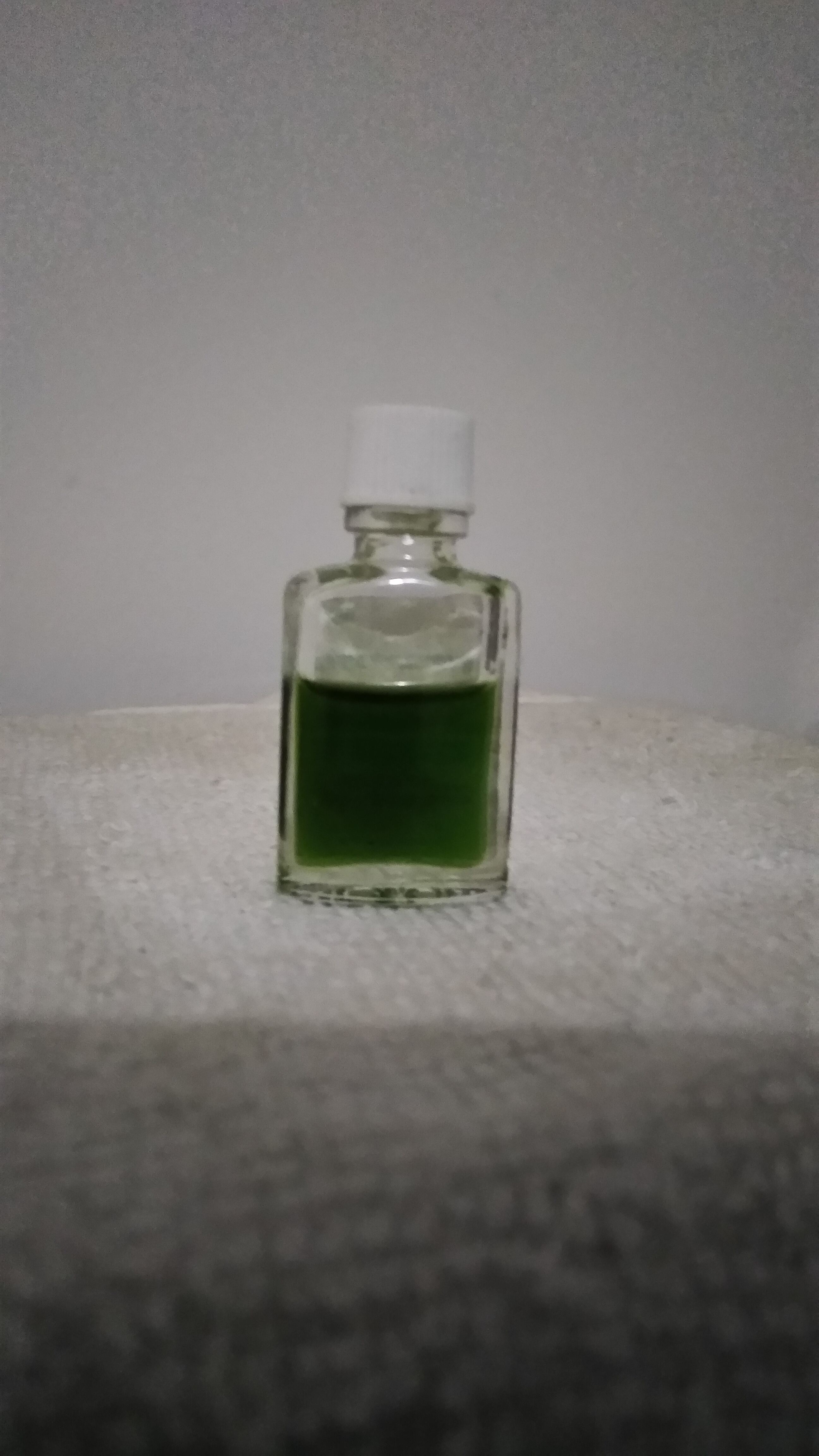
风油精

风油精是一种中成药，通常为淡绿色油状液体。

## 成分
根据中国国家药监局发布的标准，风油精的主要成分为薄荷脑、水杨酸甲酯、樟脑、桉油、丁香酚，加入液状石蜡、叶绿素、香精等混合提取而成。

## 功能主治及使用方法
清凉，止痛，驱风，止痒。用于蚊虫叮咬及伤风感冒引起的头痛、头晕及晕车不适。风油精一般为外用，也可口服，但深二度以上烧伤者禁用。

## 副作用
服用的剂量超过推荐剂量，风油精中的成分可能会伤害身体。精华中的水杨酸甲酯和樟脑都是有毒的。一般情况下，樟脑进入人体后，体内的葡萄糖磷酸脱氢酶可以非常迅速地与该物质结合，使物质解毒。然后通过尿液排出体外。因此不会产生不良反应。然而，研究表明，一次服用过多的樟脑会导致中毒，如恶心、呕吐、腹痛、口咽刺激，严重时还会导致难治性癫痫发作。

## 禁止/避免使用人群
| 婴幼儿           | 由于小儿童或婴儿的皮肤比成人更娇嫩，樟脑有可能穿过皮肤和膜破坏红细胞，从而引起严重的问题（如新生儿黄疸）。 |
| 孕妇和哺乳期妇女 | 怀孕3个月内若过多地使用风油精，樟脑会通过胎盘屏障进入羊膜腔内作用于胎儿，严重时可导致胎儿流产。            |
| 蚕豆症患者       | 与樟脑、水杨酸等成分接触后，可能导致溶血，加重病情。                                                       |
| 皮肤损伤         | 薄荷醇和桉树油等精华中的刺激性物质会给患者带来严重的疼痛，并会减缓伤口的愈合。                             |
| 过敏体质         | 在使用含有植物精油的成分制剂时，患者可能会出现烧灼、疼痛等过敏反应。                                       |